# Ciclismo en los Juegos Olímpicos de San Luis 1904
El ciclismo en los Juegos Olímpicos de San Luis 1904 se realizó en el estadio Francis Field de la ciudad de San Luis, entre el 2 y el 5 de agosto de 1904.
En total se disputaron en este deporte 7 pruebas diferentes (todas en la modalidad de pista). En este deporte participaron únicamente 18 ciclistas del país anfitrión, por lo que el cuadro de medallas fue dominado por una sola nación, lo que nunca más se ha presentado en la historia olímpica del ciclismo.

## Medallistas

### Ciclismo en pista
| Evento                     | Oro                                         | Plata                               | Bronce                              |
| -------------------------- | ------------------------------------------- | ----------------------------------- | ----------------------------------- |
| 1⁄4 de milla (3 de agosto) | Marcus Hurley · Estados Unidos · 31,8       | Burton Downing · Estados Unidos ·   | Edwin Billington · Estados Unidos · |
| 1⁄3 de milla (5 de agosto) | Marcus Hurley · Estados Unidos · 43,8       | Burton Downing · Estados Unidos ·   | Edwin Billington · Estados Unidos · |
| 1⁄2 de milla (2 de agosto) | Marcus Hurley · Estados Unidos · 1:09,0     | Edwin Billington · Estados Unidos · | Burton Downing · Estados Unidos ·   |
| 1 milla (5 de agosto)      | Marcus Hurley · Estados Unidos · 2:41,6     | Burton Downing · Estados Unidos ·   | Edwin Billington · Estados Unidos · |
| 2 millas (3 de agosto)     | Burton Downing · Estados Unidos · 4:57,8    | Oscar Goerke · Estados Unidos ·     | Marcus Hurley · Estados Unidos ·    |
| 5 millas (5 de agosto)     | Charles Schlee · Estados Unidos · 13:08,2   | George Wiley · Estados Unidos ·     | Arthur Andrews · Estados Unidos ·   |
| 25 millas (5 de agosto)    | Burton Downing · Estados Unidos · 1:10:55,4 | Arthur Andrews · Estados Unidos ·   | George Wiley · Estados Unidos ·     |

## Medallero
| Núm. | País           | Oro | Plata | Bronce | Total |
| ---- | -------------- | --- | ----- | ------ | ----- |
| 1    | Estados Unidos | 7   | 7     | 7      | 21    |
|      | TOTAL          | 7   | 7     | 7      | 21    |